# Giftige Säugetiere
Als giftige Säugetiere sind nur wenige Arten aus drei Ordnungen bekannt. Darüber hinaus gibt es Säugetiere, die zwar nicht giftige, aber zumindest beeinträchtigende Wehrsekrete mit Reizwirkung einsetzen, wie die Skunks.

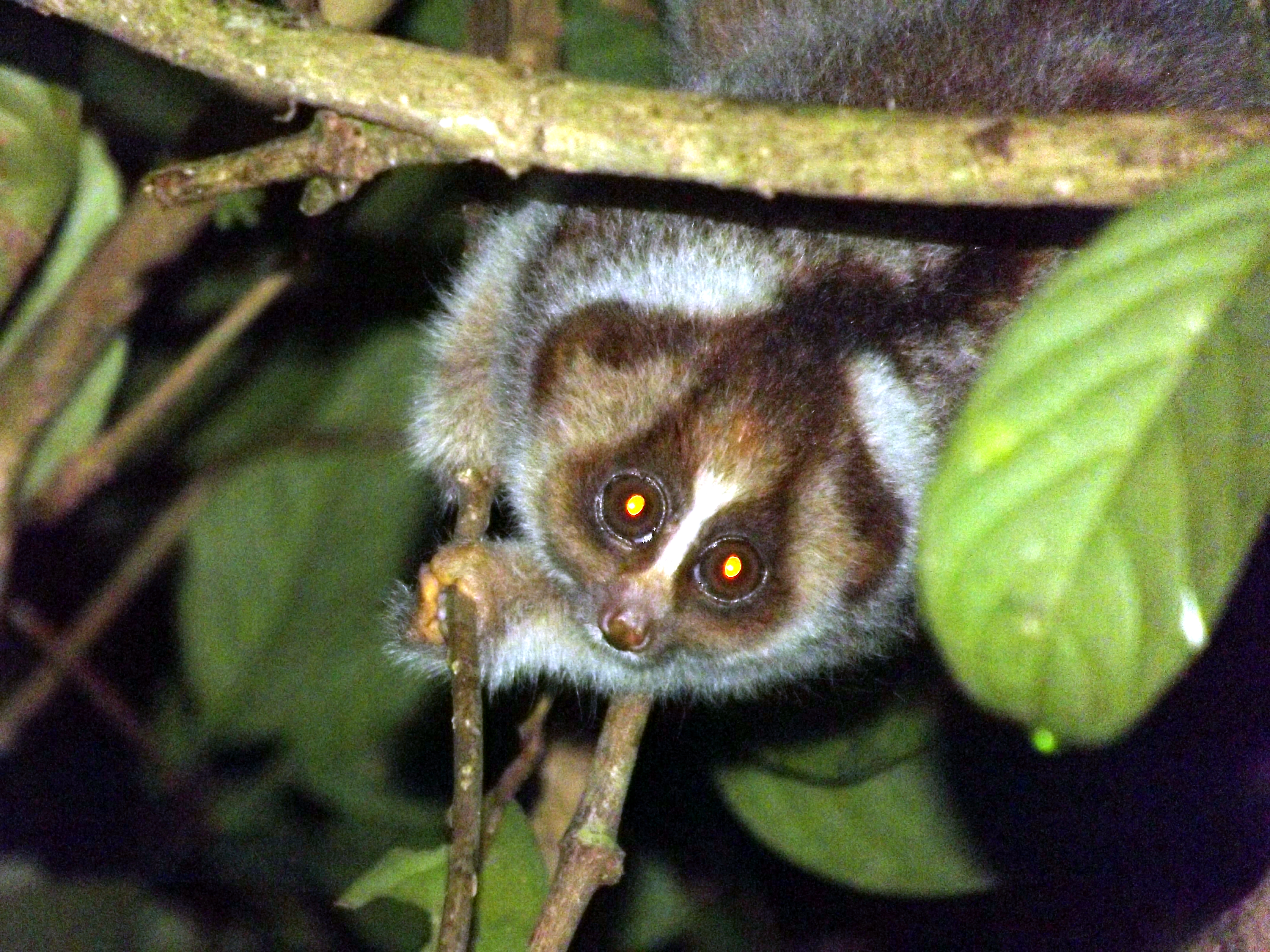
Kayan-Plumplori

## Ordnungen

### Primaten
Manche Plumploris (wie der Feuchtnasenprimat Kayan-Plumplori aus Südost-Asien und Indonesien) besitzen am Arm eine Giftdrüse. Das Sekret lecken sie auf und können es mit ihren Eckzähnen applizieren. Dabei handelt es sich wohl nicht um ein Gift, sondern ein Allergen. Von tödlich verlaufenden Bissverletzungen wurde berichtet. Daher werden ihnen vor der Heimhaltung die Eckzähne gekürzt. Infolge dieser Prozedur sterben viele der gefangenen Tiere. Wie das Gift im Körper gebildet wird, ist noch nicht endgültig geklärt. Vermutet wird Sequestrierung nach dem Konsum giftiger Insekten oder Spinnen. In Gefangenschaft nimmt der Giftgehalt ab. Vermutlich hat sich dieser Giftbiss nicht entwickelt, um besser Beute zu machen, sondern zum Schutz vor Prädatoren als Teil einer Müllerschen Mimikry mit Kobras, deren Aussehen sie ebenfalls imitieren.

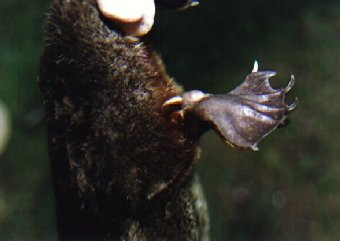
Giftsporn des Schnabeltiers

### Kloakentiere

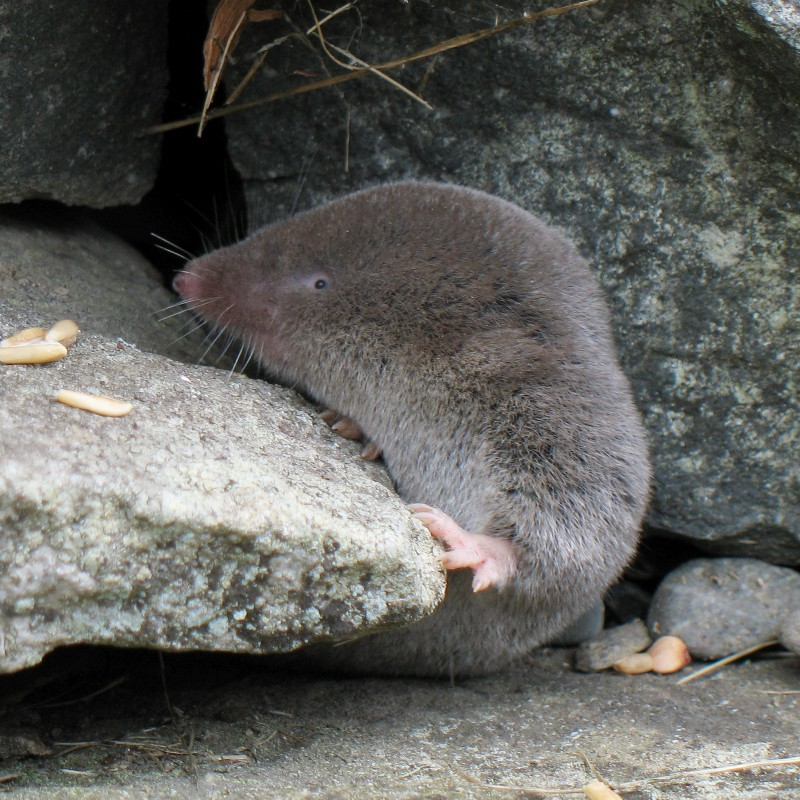
Blarina brevicauda

Bei männlichen Schnabeltieren bestehen rund 15 Millimeter lange Sporne an der Ferse, welche ein Gift ausscheiden, das in Giftdrüsen im Hinterleib produziert wird. Der Sexualdimorphismus erschwert eine Deutung dieser Anlage.

### Insektenfresser

#### Spitzmäuse
Mindestens vier Spitzmausarten aus den beiden Gattungen Wasserspitzmäuse (Neomys mit drei Arten) und Amerikanische Kurzschwanzspitzmäuse (Blarina mit vier Arten) produzieren in der Unterkieferspeicheldrüse das Gift Blarina-Toxin (BLTX), vermutlich zur leichteren Unterwerfung von Beutetieren.

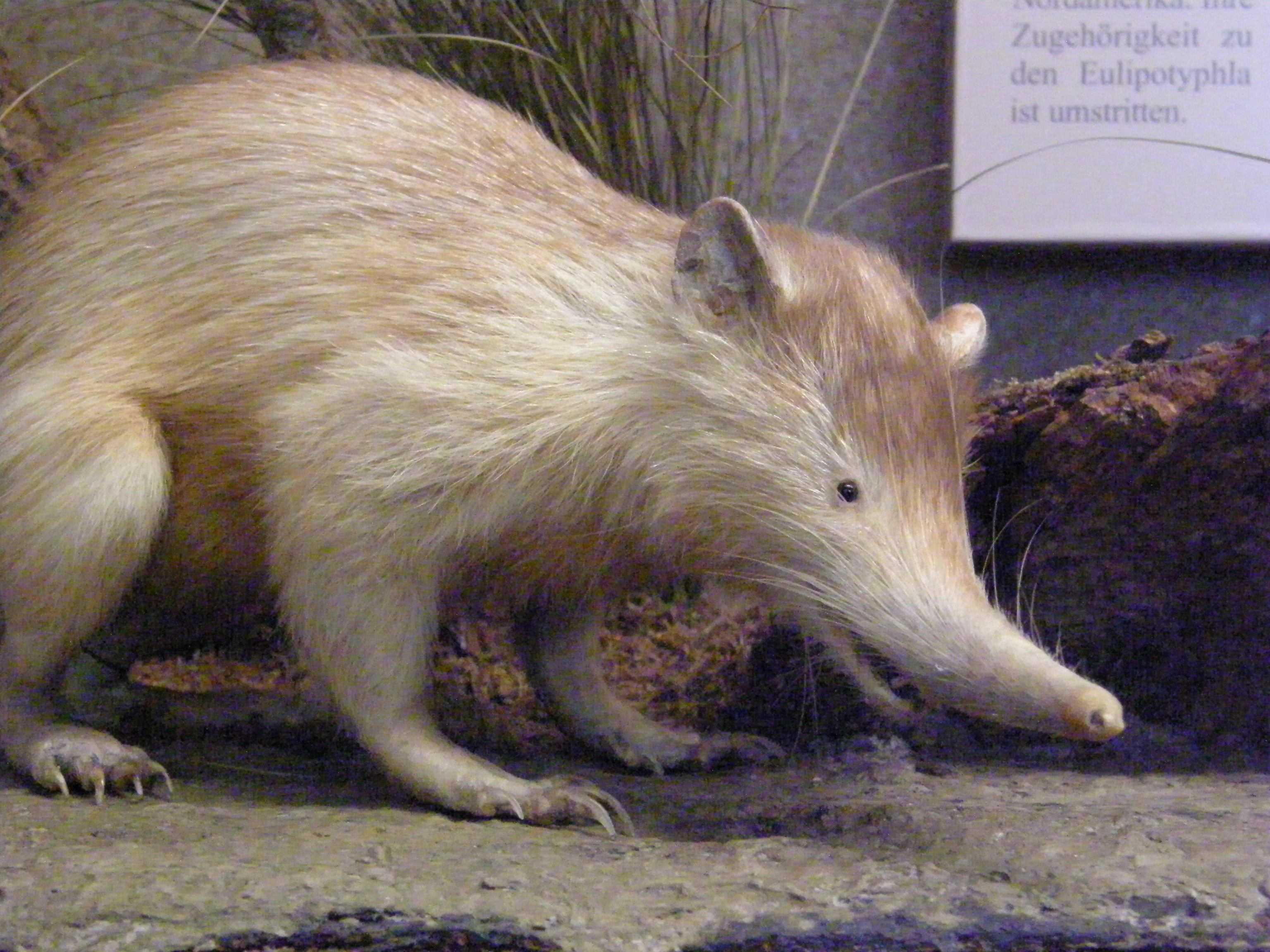
Schlitzrüssler

#### Schlitzrüssler
Zwei Arten der Schlitzrüssler, Kubanischer Schlitzrüssler (Solenodon cubanus) und Dominikanischer Schlitzrüssler (Solenodon paradoxus), produzieren in der Unterkiefer-Speicheldrüse ein Nervengift. Der giftige Speichel wird durch eine tiefe Furche an der Innenseite der zweiten unteren Schneidezähne in die Wunden auch relativ großer Beutetiere geleitet.

## Geschichte
Der früheste wissenschaftliche Bericht über ein giftiges Säugetier geht auf eine Wasserspitzmaus durch Topsell 1607 zurück.